# Bos van Crécy

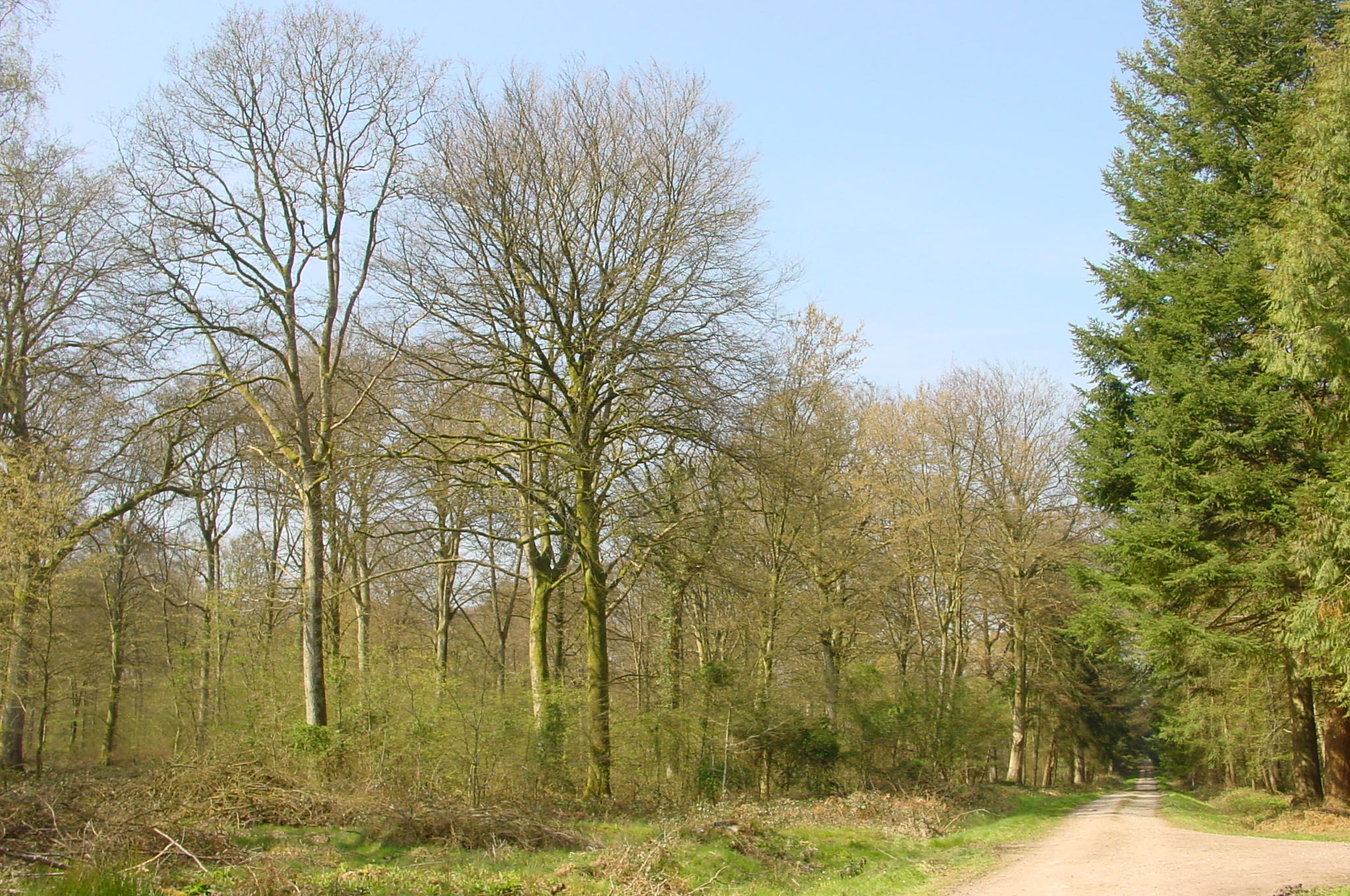
Bos van Crécy

Het Bos van Crécy (Frans: Forêt de Crécy) is een staatsbos dat zich bevindt in het Franse departement Somme.
Dit bos meet 4.322 ha in oppervlakte en ligt op het plateau tussen de valleien van de Authie en de Somme. De hoogte varieert van 23 tot 82 meter.

## Geschiedenis
In het bos werden overblijfselen uit de Urnenveldencultuur aangetroffen. De Romeinen troffen een bos aan dat zich geheel tussen beide valleien uitstrekte. Zij legden heerbanen aan van Amiens naar Ponches en van Beauvais naar Boulogne-sur-Mer, welke het bos doorkruisten.
In de 7e eeuw werd een deel van het bos ontgonnen door benedictijner monniken van de diverse abdijen in de omgeving. De Frankische vorst Dagobert I gaf aan de kluizenaar Richarius een deel van het bos. De kluis werd uiteindelijk een abdij, en wel de Abdij van Forest-Montiers. In 877 werd in een document van Karel de Kale voor het eerst de benaming Forêt de Crécy gebruikt.
De Honderdjarige Oorlog leidde tot neergang, tot de uitbraak van epidemieën en tot ontvolking, waardoor het aantal wolven in het bos sterk toenam. Vervolgens ging men verder met het kappen van het bos en omstreeks 1666 had het zijn huidige omvang.
Slechts een beperkt deel van het bos was een koninklijk bos, maar een groot deel was in handen van diverse abdijen en andere religieuze instellingen. Tijdens de Franse Revolutie werden al deze bossen onteigend en verenigd tot één boscomplex. Later kwam er een spoorwegstation dat vooral diende om de houtexploitatie te vergemakkelijken.
Tijdens de Eerste Wereldoorlog werd het bos door Britse troepen gebruikt en tijdens de Tweede Wereldoorlog waren het de Duitsers die hier schade aanrichtten en ook een munitiedepot bouwden, dat op 4 september 1944 door Canadese troepen werd ingenomen.

## Flora
Het bos bestaat voor 70% uit beuken en voor 30% uit eiken. Het centrale deel van het bos, dat 800 ha omvat, is gereserveerd voor hooghout, terwijl het bos aan de randen lange tijd werd gebruikt voor de winning van brandhout. Tijdens de Tweede Wereldoorlog werd naaldhout aangeplant door de bezetter om daarmee tankversperringen te maken.
Van de kruiden kan de bosanemoon worden genoemd, evenals het daslook, wilde narcissen, pinksterbloemen, boshyacinten, hulst, diverse soorten brem en gaspeldoorn.
Een aantal monumentale bomen is aanwezig, waaronder een eik van naar schatting 600 jaar oud. In het bos staan overigens een aantal houtsnijwerken die episoden uit Picardische legenden verbeelden.

## Fauna
Naast het everzwijn en het ree komen ook fazant en koningsfazant voor. Daarnaast vindt men de das en de steenmarter. Het edelhert is sinds de Tweede Wereldoorlog verdwenen. Wel vindt men er de zeldzame boommarter, de zwarte specht en mogelijk de hazelmuis.
Bosuil, steenuil en ransuil komen in het bos eveneens voor, en ook de hazelworm, de keizersmantel en de Spaanse vlag.

## Cultuurhistorie
In het bos bevinden zich een aantal grenspalen, boswachterswoningen, een jachtpaviljoen, en enkele kapelletjes (Notre-Dame du Hamel en de Chapelle Maillet).

## Toegankelijkheid
In het bos zijn enkele wandelingen en fietsroutes uitgezet.